# John Michael Kohler

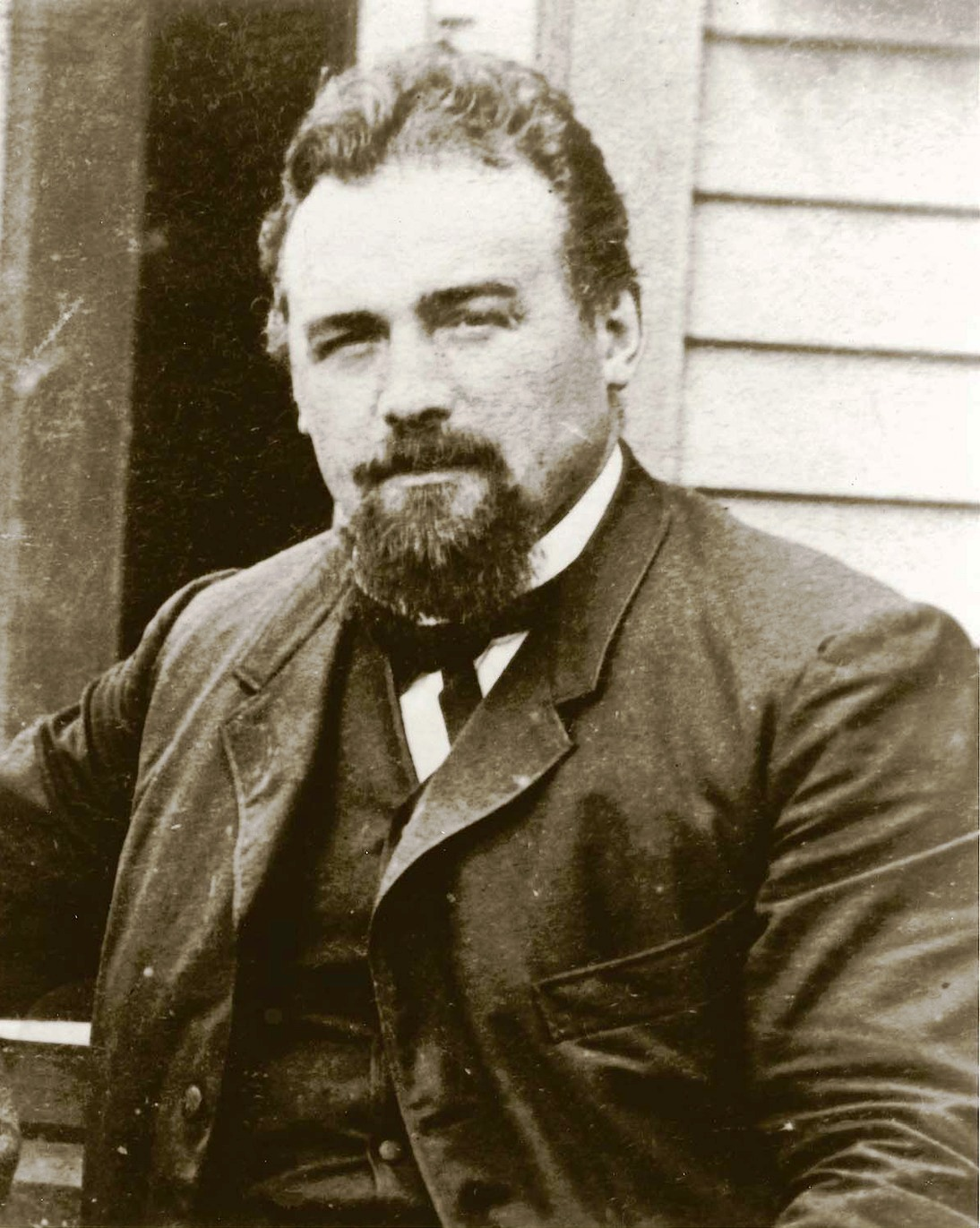
John Michael Kohler, um 1873

John Michael Kohler (* 3. November 1844 in Schnepfau, Österreich; † 5. November 1900 in Sheboygan, Wisconsin; auch John M. Kohler, Geburtsname Johann Michael Kohler) aus der Kohlerfamilie war ein erfolgreicher Industrieller und Bürgermeister von Sheboygan (Wisconsin). Kohler gründete das später als Kohler Company bekannt gewordene Herstellerunternehmen von Badezimmer- und Kücheneinrichtungen.

## Werdegang

### Jugend, Ausbildung und erste Berufstätigkeit
Kohler wurde im Vorarlberger Alpendorf Schnepfau im hinteren Bregenzerwald als viertes Kind des Milchbauers Johann Michael Kohler (1805–1874) und seiner Frau Maria Anna Moosbrugger (1816–1853) geboren.

Nach dem Tod seiner 36-jährigen Frau heiratete der Vater 1853 Maria Theresia Natter und wanderte mit seiner großen Familie (unter anderem dem gerade zehnjährigen Johann Michael Kohler) in die Vereinigten Staaten aus. Nach 53 Tagen Schiffsfahrt von Le Havre nach New York kam die Familie über einen Zwischenaufenthalt in Galena (Illinois) nach Saint Paul (Minnesota).
Vater Kohler baute sich dort mit Hilfe von Verwandten im Gebiet der Vadnais Heights erfolgreich eine Milchfarm auf. St. Paul hatte damals 4500 Einwohner (2010: 285.000 E Einwohner) und Minneapolis (2010: 380.000 Einwohner) existierte überhaupt noch nicht.
Mit elf Jahren verließ John Michael Kohler das Elternhaus und wuchs auf einer anderen Farm auf. Er ging auf Distriktschulen und das Dyhrenfurth Commercial College in Chicago. Mit 18 Jahren bildete er sich auf Abendschulen fort und verdiente seinen Lebensunterhalt als Auslieferungsfahrer in St. Paul, später als Angestellter und von 1865 bis 1868 als Verkäufer in Chicago. Daraufhin nahm er eine Stellung als Handelsvertreter bei einem Lebensmittelgroßhändler an. Ein Jahr später wechselte er zu einem Möbeleinrichtungshaus und war dort in gleicher Funktion bis 1873 tätig.
In Sheboygan, Wisconsin, 56 Meilen nördlich von Milwaukee am Lake Michigan lernte er Lillie Vollrath (1848–1883), die Tochter des örtlichen Eisen- und Stahlindustriellen Jacob Vollrath (1824–1898) kennen und heiratete sie 1871 Jacob Vollrath war ebenfalls Aussiedler und kam aus Dörrebach bei Stromberg im Hunsrück (damals linksrheinische preußischen Rheinprovinz), wo er den Handel mit schmiedbarem Gusseisen (Puddeleisen) gelernt hatte.

### Unternehmer

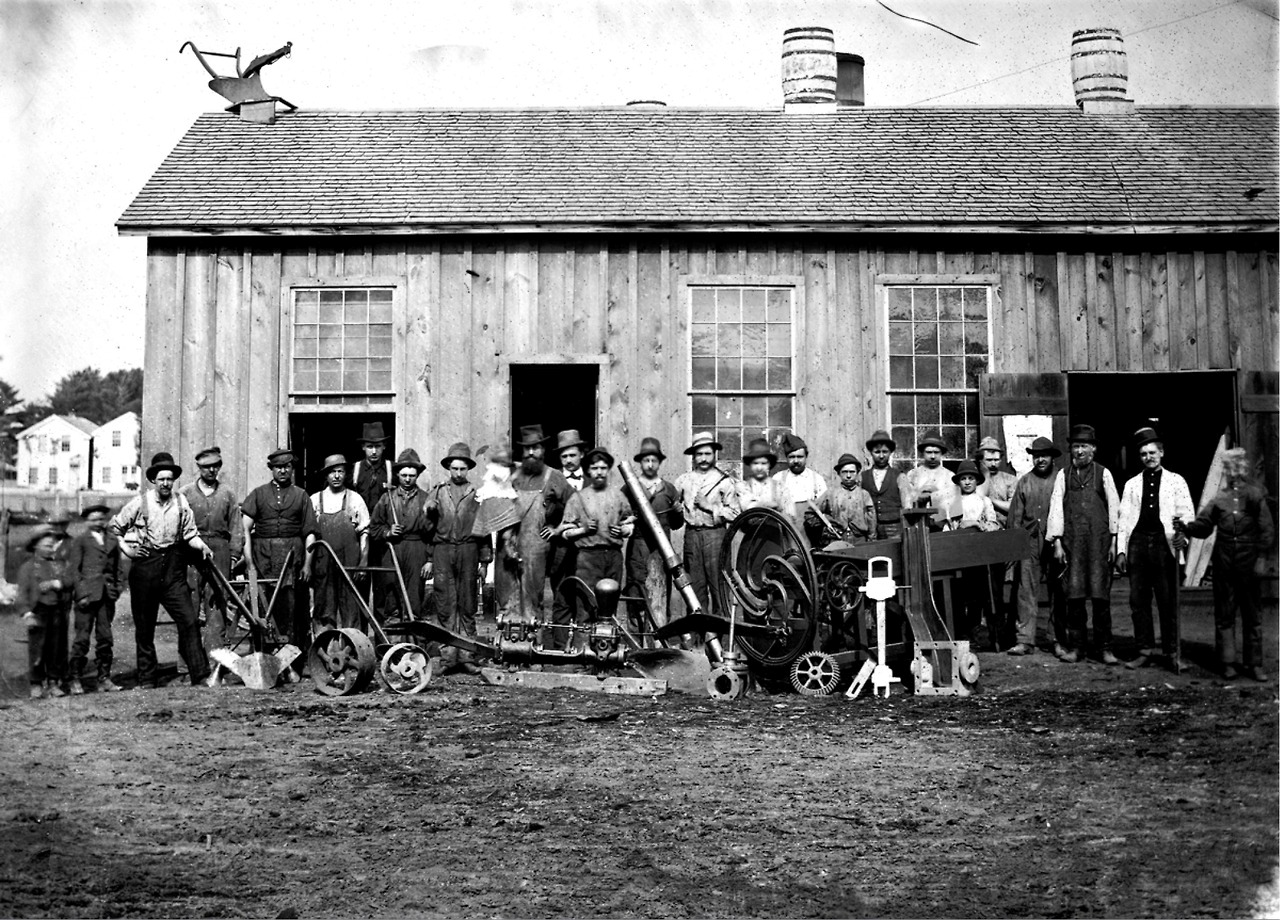
Kohler & Silberzahn Co. (1873–1878)

Kurz nach seiner Heirat arbeitete Kohler zusätzlich in einer kleinen Maschinenfabrik mit Gießerei namens Sheboygan Union Iron and Steel Foundry, an der sein Schwiegervater Teilhaber war und die landwirtschaftliche Geräte (Pflugscharen), Gussröhren, Kessel, Kochherde und Windmühlen herstellte.
Zwei Jahre später während des großen Börsenkrachs 1873 kaufte er mit seinem Partner Charles Silberzahn das Unternehmen seinem Schwiegervater ab und nannte es Kohler & Silberzahn. Silberzahn verkaufte seinen Minderheitsanteil 1878 an zwei Angestellte Herman Hayssen und John Stehn worauf die Unternehmung Kohler, Hayssen & Stehn Manufacturing Company entstand. Die Kohler-Fabrik brannte 1880 bis auf die Grundmauern nieder. Sie wurde an anderer Stelle in Sheboygan neu aufgebaut und um eine Emaillierwerkstätte erweitert.
Im Jahre 1883 montierte Kohler ornamental gestaltete Füße unter einen gusseisernen emaillierten Wassertrog (Pferdetränke) und verkaufte die Konstruktion als Badewanne. Damit war das erste von vielen Kohler-Sanitärprodukten geschaffen. Der Geschäftserfolg zwang ihn, den Betrieb immer wieder zu vergrößern.
Vier Jahre später machte das Unternehmen mit seinen 125 Mitarbeitern mehr als zwei Drittel des Geschäftsumsatzes mit Sanitär- und Emailleprodukten und stellte in hoher Stückzahl emaillierte Badezimmer- und Kücheneinrichtungen her.
1899 erwarb Kohler 21 Hektar Ackerland 4 Meilen westlich von Sheboygan am Sheboygan-River und verlagerte sein ständig gewachsenes Unternehmen an diesen Riverside genannten Standort. Kurz nach Fertigstellung der neuen Fabrik im Jahr 1900 starb John Michael Kohler im Alter von 56 Jahren.

### Nachfolge
Schon im Folgejahr 1901 fiel die neue Anlage einem Brand zum Opfer. Die drei Söhne des verstorbenen John Michael Kohler – Carl, Robert und Walter Jodok – leiteten danach die Firma mit Robert als offiziellem Firmenchef. Nach dessen Tod 1905 übernahm der 30-jährige Walter Jodok Kohler (1875–1940) Präsidentschaft und Leitung der Firma bis 1937. Im Jahr 1912 nannte er die Firma offiziell in Kohler Company um. Auf dem Grundbesitz westlich der Produktionsanlagen ließ er das Kohler Village, eine Modellstadt für seine Mitarbeiter entstehen.

## Öffentlicher Bereich
Von 1880 an bekleidete John M. Kohler in seinen letzten zwanzig Lebensjahren mehrere öffentliche Ämter. Von 1881 bis 1882 war er Mitglied des County Board of Supervisors und 1891 des Common Council. 1892 wurde er Bürgermeister von Sheboygan. Er war in den 1890er Jahren als einer der prominentesten Männer der Chair-City (Spitzname von Sheboygan) anerkannt, sowohl in unternehmerischen, politischen als auch in sozialen Kreisen.

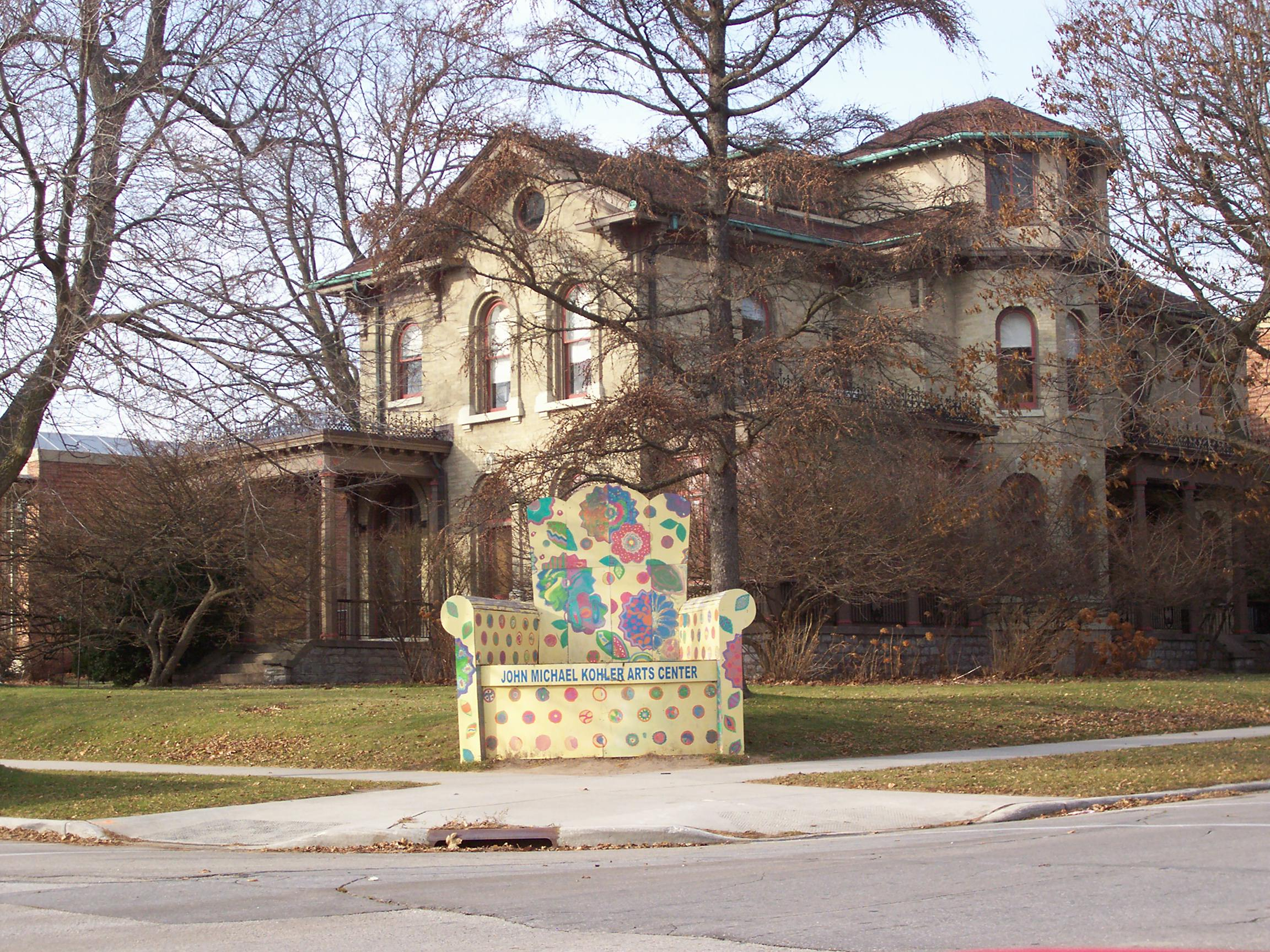
Familiensitz von John Michael Kohler; heute John Michael Kohler Arts Center

### Mäzen
John Michael Kohler gestaltete seinen großen zeitgemäßen Familiensitz in Sheboygan zu einem kulturellen Zentrum mit Musikveranstaltungen, Bibliothek, Ethiklehrgängen und weiteren öffentlichen Dienstleistungen aus. Er wirkte auf diese Weise als großzügiger Förderer und Organisator in Kunst und Kultur und half damit Sheboygan, den Ruf einer reinen Fabrikstadt abzustreifen.
Heute erinnert das 1967 gegründete „John Michael Kohler Arts Center“ (Landkarte: ⊙) an den Mitbegründer der angesehenen amerikanischen Unternehmer- und Politikerfamilie. Das Originalgebäude der in einem Innenstadtviertel von Sheboygan befindlichen Anlage ist das John Michael Kohler House, der restaurierte Wohnsitz John Michael Kohlers im Stil des Gilded Age (dem vergoldeten Zeitalter der 1870er und 1880er Jahre). Mehrere moderne Gebäude ergänzen das vielseitige Kulturzentrum.

### Familie
Die Kohlers hatten sechs Kinder, darunter Carl, Robert und Walter, der spätere Gouverneur von Wisconsin. Im Jahr 1887, vier Jahre nach Lillies Tod hatte John die Schwester Lillies, Wilhelmina (Minnie) Vollrath (1852–1929) geheiratet. Ihr Sohn Herbert Kohler Vollrath (1891–1968) wurde für viele Jahre die dominierende Kraft im Kohler Unternehmen. Unter seiner Leitung stand die Firma den längsten Streik in der Geschichte Amerikas aus.